# Silesia Business Park
Silesia Business Park – zespół czterech budynków biurowych zlokalizowanych na dawnych terenach huty „Baildon” przy ulicy Chorzowskiej w Katowicach.
Konstrukcja budynków Silesia Business Park wystartowała w pierwszym półroczu 2013, a zakończyła się w sierpniu 2018 roku. Użytkowa powierzchnia tych 12-kondygnacyjnych budynków wynosi 46 000 m², z czego największą część zajmuje powierzchnia biurowa – 42 680 m², mniej powierzchnia handlowa – 3540 m² za projekt odpowiadało Biuro Medusa Group, a deweloperem był Skanska Property Poland, który sprzedał kompleks do funduszu ISOC Group.
Na terenie parku mieści się również stacja miejskiej wypożyczalni rowerów Metrorower. i ok. 600 miejsc parkingowych. 
Budynki Silesia Business Park są certyfikowane w systemie LEED (Leadership in Energy And Environmental Design) na poziomie GOLD. 

## Elewacja
W budynkach zastosowano stolarkę okienną o podwyższonym współczynniku dźwiękoszczelności. Każdy budynek składa się z 26 pasów: 13 czarnych, 5 złotych, 8 białych. W zależności od odległości obserwatora niektóre z nich zmieniają kolory na pomarańczowy, żółty lub czerwony, a dzieje się tak przez złudzenie optyczne.

## Huta „Baildon”
Została założona w 1823 r. przez szkockiego inżyniera – Johna Baildona jako pudlingarnia. Z biegiem czasu była rozbudowywana, stając się jednym z najnowocześniejszych zakładów hutniczych w Europie. Podczas II wojny światowej produkowała dla celów zbrojeniowych. Po 1945 r. ulegała dalszemu rozwojowi, uruchamiając nowe i rozbudowując stare wydziały. Od 2001 jest w stanie upadłości. 

## Galeria

Silesia Business Park
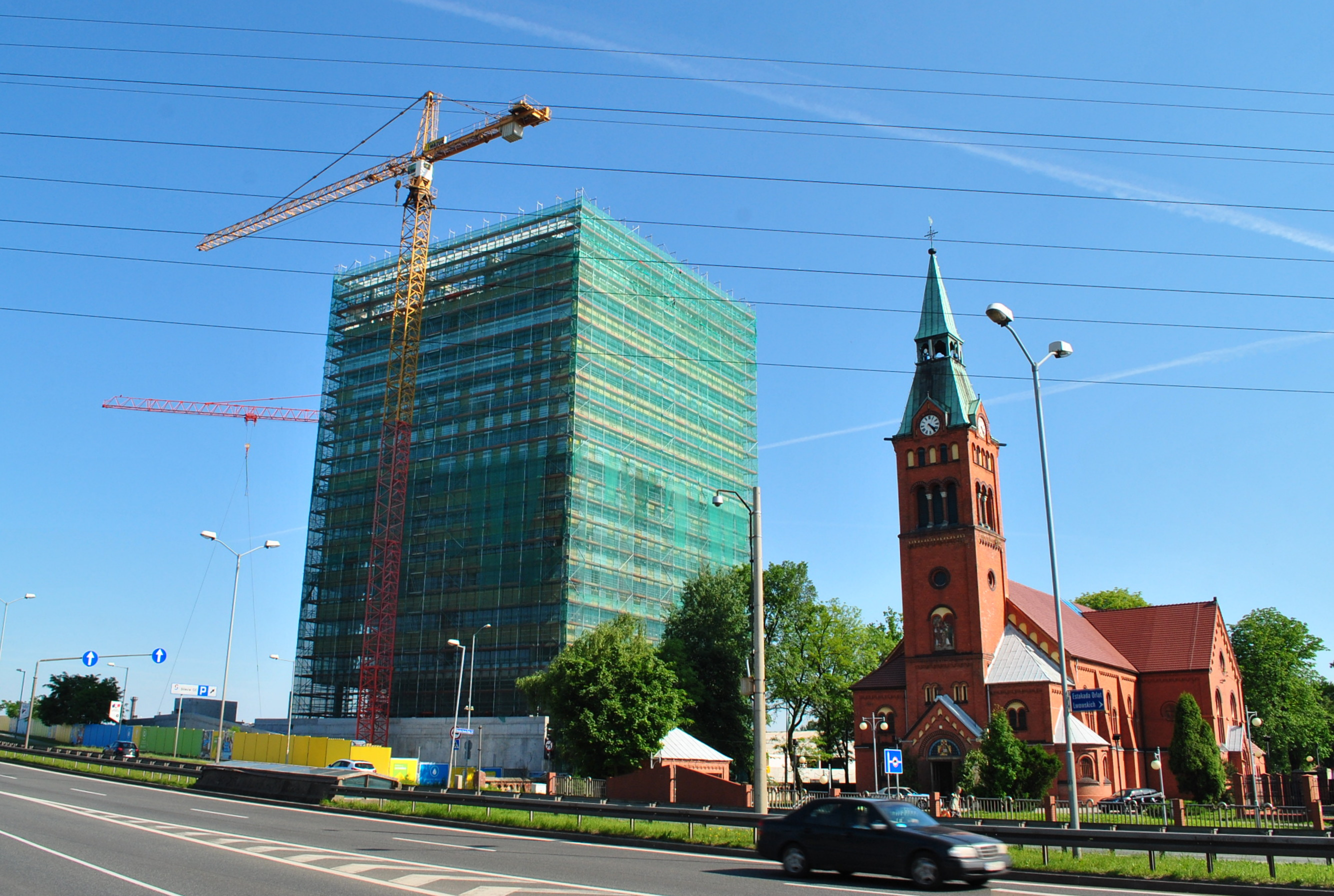
Biurowiec w budowie
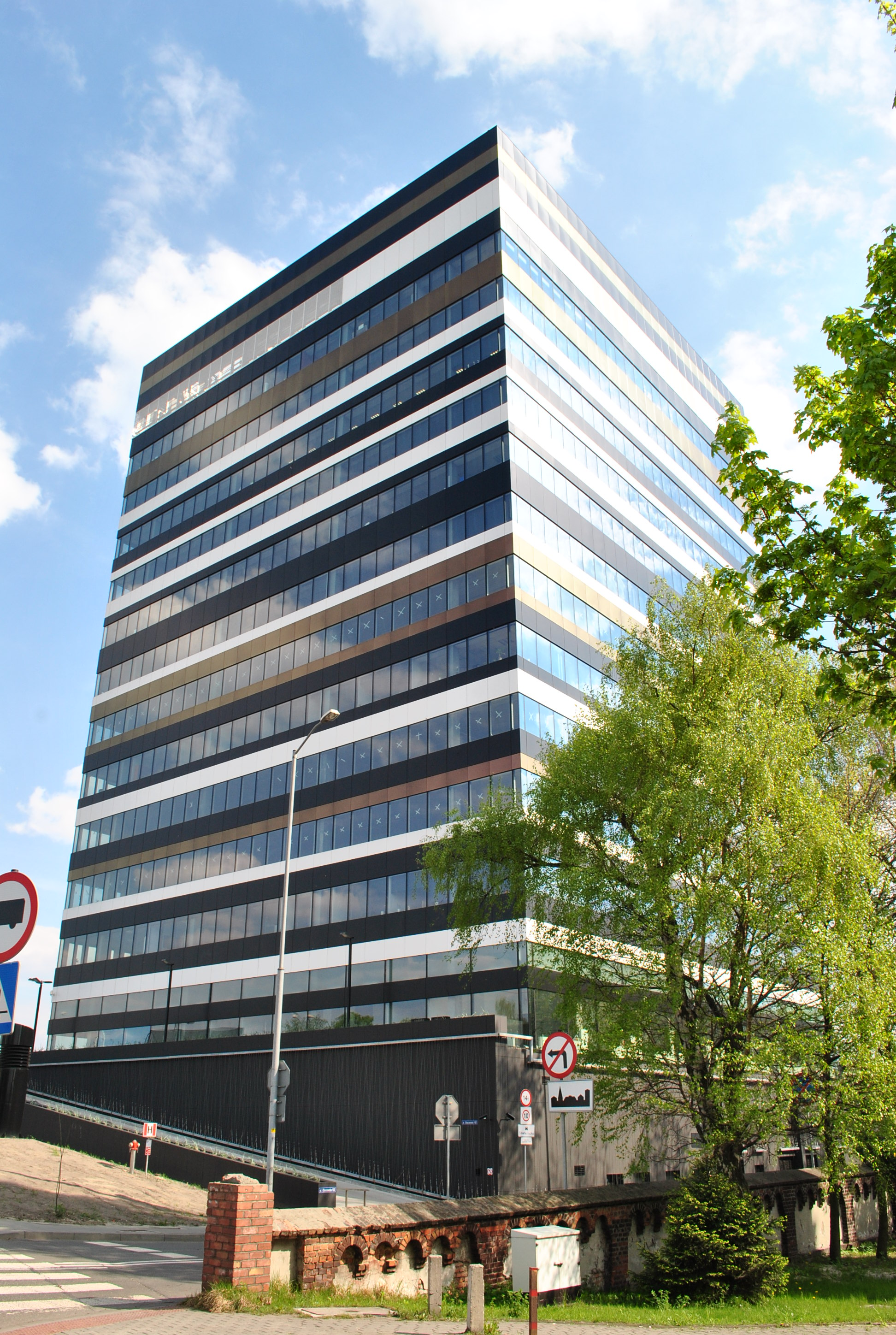
Jeden z budynków Silesia Business Park
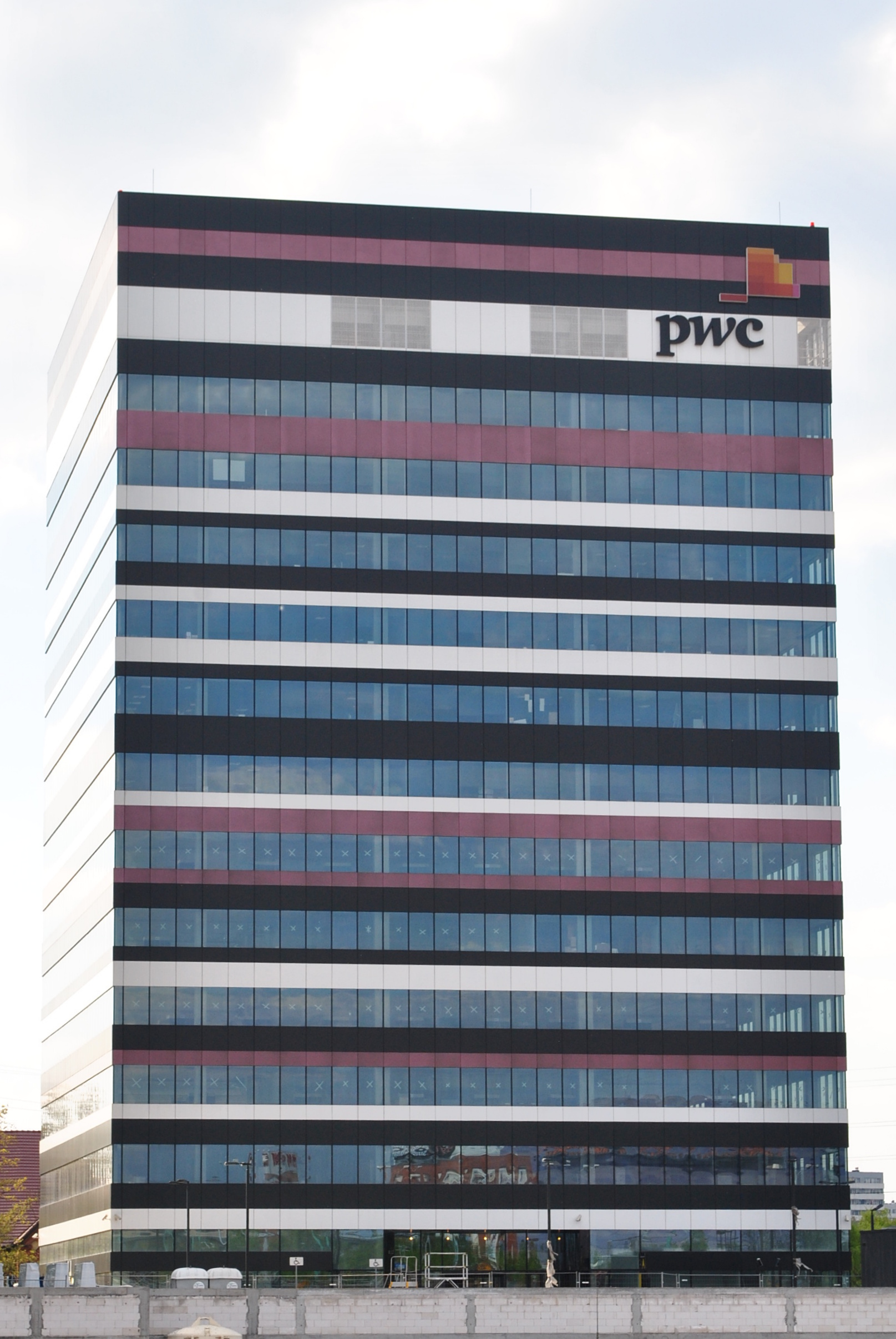
Front Budynku Silesia Business Park
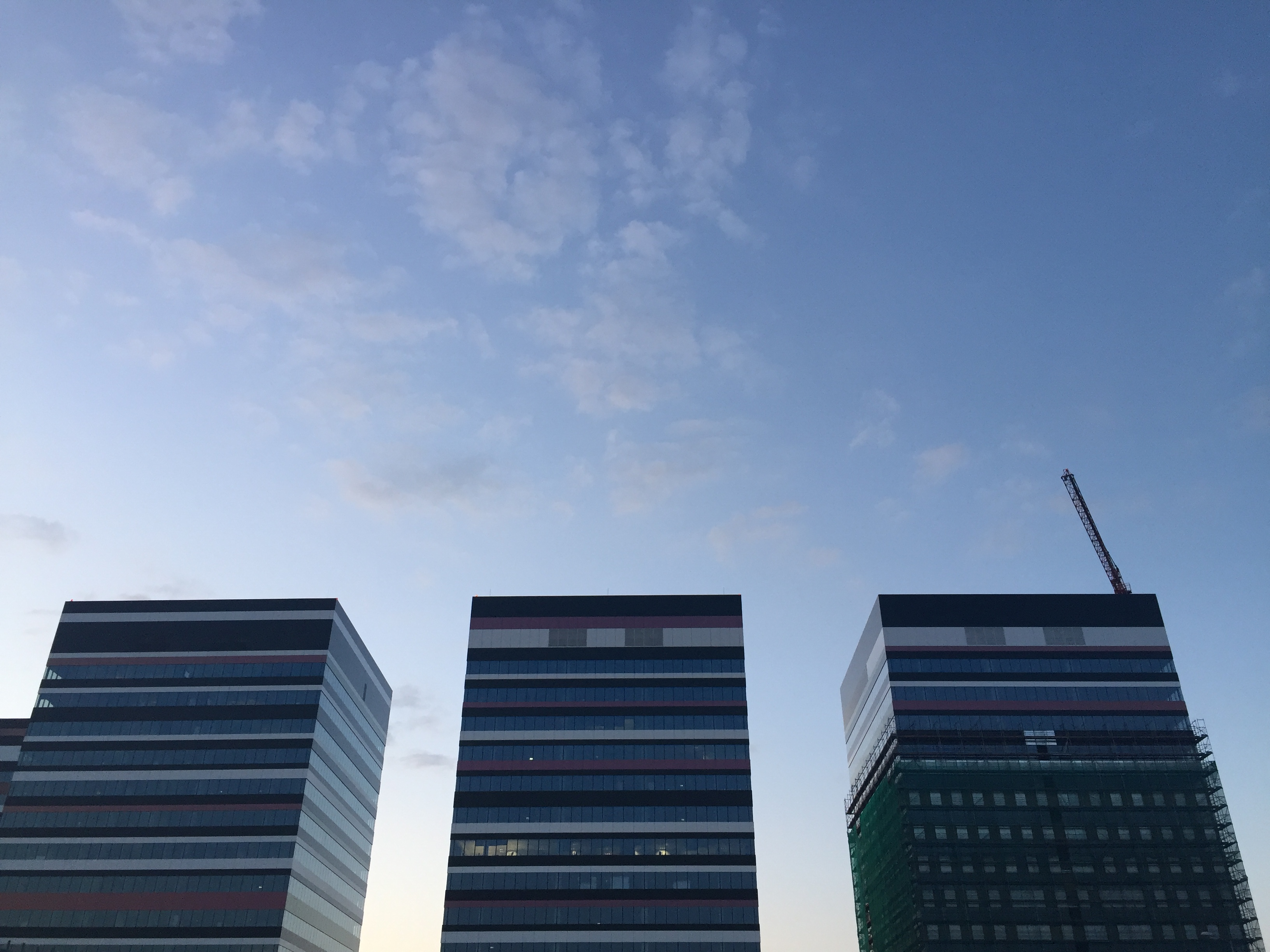
Trzy budynki Silesia Business Centre
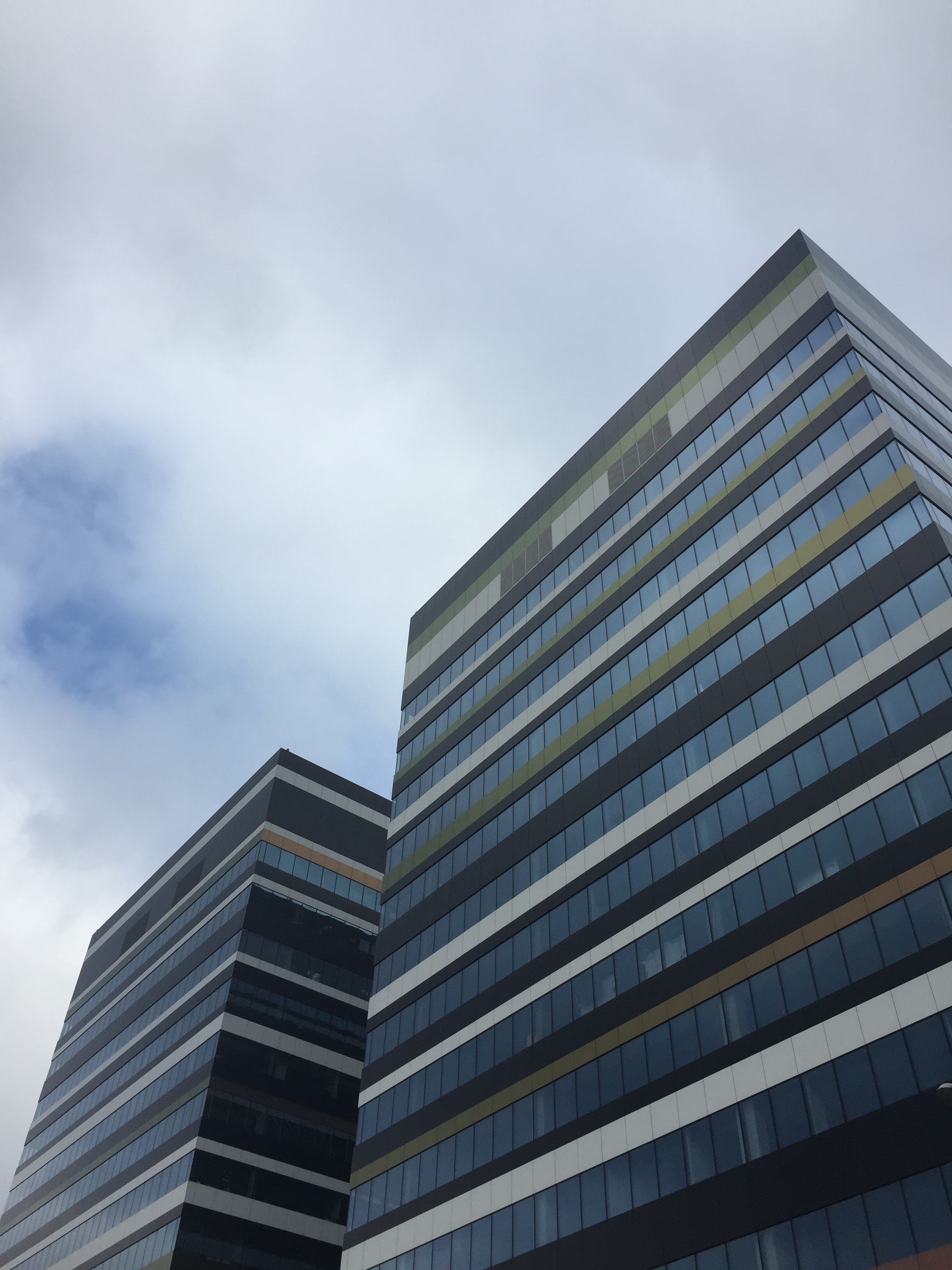
Widoczna zmiana koloru elewacji z bliska